# Martjanci
Martjanci este o localitate din comuna Moravske Toplice, Slovenia, cu o populație de 492 de locuitori.